# Mariä Himmelfahrt (Straß)

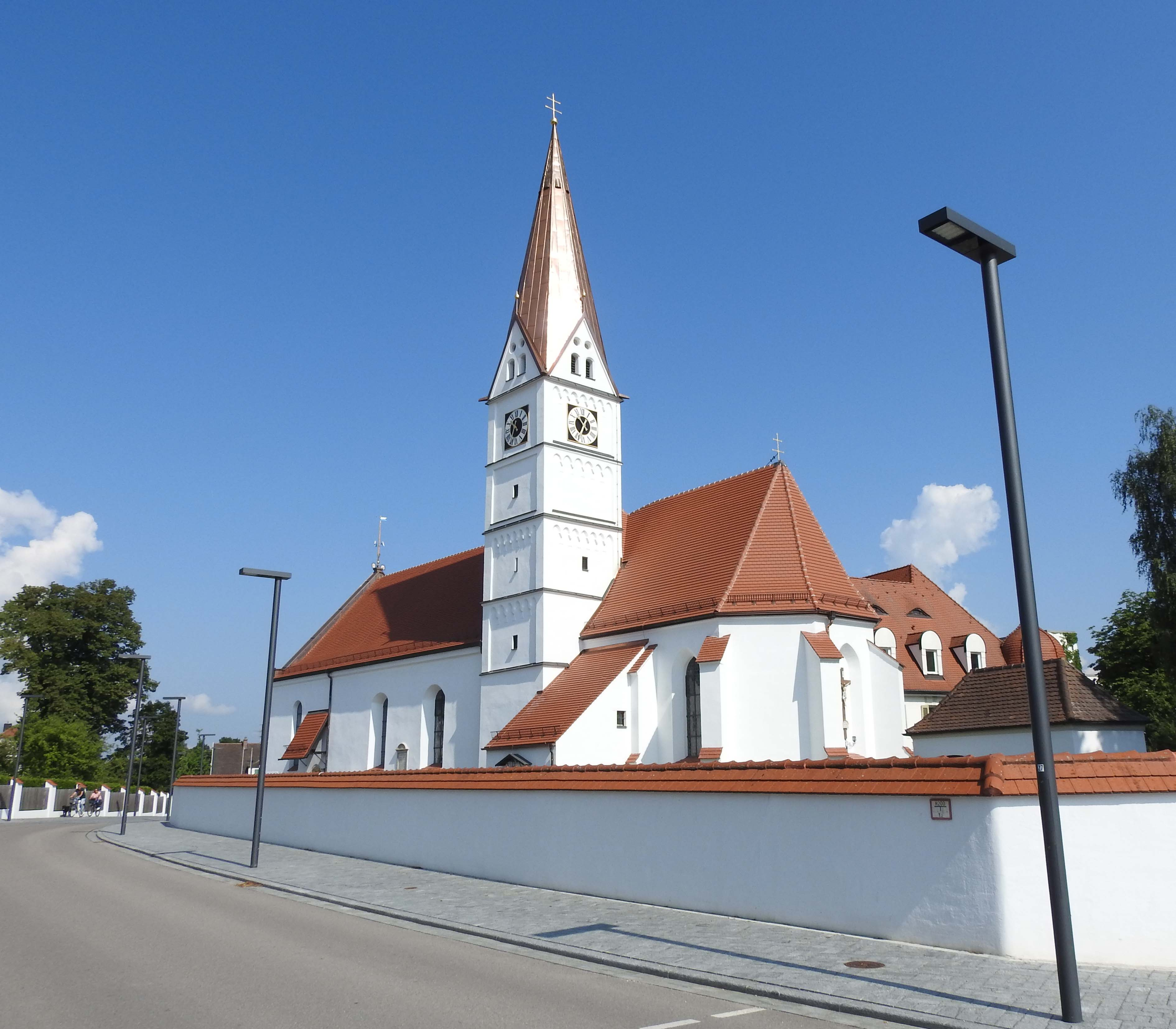
Mariä Himmelfahrt in Straß

Die römisch-katholische Pfarrkirche Mariä Himmelfahrt steht in Straß, einem Gemeindeteil des Marktes Burgheim im oberbayerischen Landkreis Neuburg-Schrobenhausen. Sie ist in der Liste der Baudenkmäler in Burgheim als Baudenkmal unter der Nummer D-1-85-125-33 eingetragen. Die Kirche gehört zum Dekanat Neuburg-Schrobenhausen des Bistums Augsburg.

## Beschreibung
Die gotische Saalkirche wurde um 1400 erbaut. Sie besteht aus dem um 1761 nach Westen verlängerten Langhaus, dem eingezogenen, von Strebepfeilern gestützten Chor mit Fünfachtelschluss im Osten und dem Chorflankenturm an der Südwand des Chors. Die Sakristei befindet sich an der Südostecke von Chorflankenturm und Chor. Die Zifferblätter der Turmuhr sind am obersten Geschoss des Chorflankenturms angebracht. Darauf sitzt ein spitzer Helm.
Der Innenraum des Langhauses ist mit einem Stichkappengewölbe überspannt, der des Chors mit einem Kreuzrippengewölbe. Die 1761 eingebrachten Fresken stammen von Joseph Hartmann. Der 1712 gebaute Hochaltar wurde 1762 verändert. Die Orgel wurde 1903 von G. F. Steinmeyer gebaut.